# Гінтервайлер
Гінтервайлер (нім. Hinterweiler) — громада в Німеччині, розташована в землі Рейнланд-Пфальц. Входить до складу району Вульканайфель. Складова частина об'єднання громад Даун.
Площа — 5,32 км2. Населення становить 195 ос. (станом на 31 грудня 2020).